# Robert Rian Dawson
Robert Rian Dawson (Baltimora, 18 dicembre 1987) è un musicista statunitense.
È conosciuto per essere il batterista del gruppo musicale pop-punk/emo-pop All Time Low.

## Discografia

### Album in studio
- 2005 – The Party Scene
- 2007 – So Wrong, It's Right
- 2009 – Nothing Personal
- 2011 – Dirty Work
- 2012 – Don't Panic
- 2015 – Future Hearts
- 2017 – Last Young Renegade
- 2020 – Wake Up, Sunshine
- 2023 – Tell Me I'm Alive

### Album dal vivo
- 2010 – Straight to DVD
- 2016 – Straight to DVD II: Past, Present and Future Hearts